# Boston Society of Film Critics Award per la miglior fotografia
Il Boston Society of Film Critics Award per la miglior fotografia (BSFC Award for Best Cinematography) è un premio assegnato annualmente dal 1980 dai membri del Boston Society of Film Critics alla miglior fotografia di un film distribuito negli Stati Uniti nel corso dell'anno.

## Albo d'oro

### Anni 1980
- 1980: Michael Chapman - Toro scatenato (Raging Bull)
- 1981: Gordon Willis - Spiccioli dal cielo (Pennies from Heaven)
- 1982: Allen Daviau - E.T. l'extra-terrestre (E.T. the Extra-Terrestrial)
- 1983: Hiro Narita - Mai gridare al lupo (Never Cry Wolf)
- 1984: Chris Menges - Urla del silenzio (The Killing Fields)
- 1985: Takao Saitō e Masaharu Ueda - Ran
- 1986: Frederick Elmes - Velluto blu (Blue Velvet)
- 1987: Vittorio Storaro - L'ultimo imperatore (The Last Emperor)
- 1988: Sven Nykvist - L'insostenibile leggerezza dell'essere (The Unbearable Lightness of Being)
- 1989: Michael Ballhaus - I favolosi Baker (The Fabulous Baker Boys)

### Anni 1990
- 1991: Tak Fujimoto - Il silenzio degli innocenti (The Silence of the Lambs)
- 1992: Jack N. Green - Gli spietati (Unforgiven)
- 1993: Janusz Kaminski - Schindler's List - La lista di Schindler (Schindler's List)
- 1994: Stefan Czapsky - Ed Wood
- 1995: Alex Nepomniaschy - Safe
- 1996: John Seale - Il paziente inglese (The English Patient)
- 1997: Roger Deakins - Kundun
- 1998: Janusz Kaminski - Salvate il soldato Ryan (Saving Private Ryan)
- 1999: Emmanuel Lubezki - Il mistero di Sleepy Hollow (Sleepy Hollow)

### Anni 2000
- 2000: Peter Pau - La tigre e il dragone (Wòhǔ Cánglóng)
- 2001: Roger Deakins - L'uomo che non c'era (The Man Who Wasn't There)
- 2002: Edward Lachman - Lontano dal paradiso (Far from Heaven)
- 2003: Olli Barbé, Michel Benjamin, Sylvie Carcedo-Dreujou, Laurent Charbonnier, Luc Drion, Laurent Fleutot, Philippe Garguil, Dominique Gentil, Bernard Lutic, Thierry Machado, Stéphane Martin, Fabrice Moindrot, Ernst Sasse, Michel Terrasse e Thierry Thomas - Il popolo migratore (Le Peuple migrateur)
- 2004: Zhao Xiaoding - La foresta dei pugnali volanti (Shí miàn máifú)
- 2005: Robert Elswit - Good Night, and Good Luck.
- 2006: Guillermo Navarro - Il labirinto del fauno (El laberinto del fauno)
- 2007: Janusz Kamiński - Lo scafandro e la farfalla (Le Scaphandre et le Papillion)
- 2008: Christopher Doyle e Rain Li - Paranoid Park
- 2009: Barry Ackroyd - The Hurt Locker

### Anni 2010
- 2010: Roger Deakins -  Il Grinta (True Grit)
- 2011: Emmanuel Lubezki -  The Tree of Life
- 2012: Mihai Mălaimare Jr. - The Master
- 2013: Emmanuel Lubezki - Gravity
- 2014: Emmanuel Lubezki - Birdman
- 2015: Ed Lachman - Carol
- 2016: Chung Chung-hoon - Mademoiselle (Agassi)
- 2017: Hoyte van Hoytema -  Dunkirk
- 2018: Alfonso Cuarón -  Roma
- 2019: Claire Mathon -  Ritratto della giovane in fiamme (Portrait de la jeune fille en feu)

### Anni 2020
- 2020: Joshua James Richards –  Nomadland
- 2021: Ari Wegner – Il potere del cane (The Power of the Dog)[2][3]
- 2022: Eliot Rockett – Pearl e X: A Sexy Horror Story (X)[4][5][6]
- 2023: Jonathan Ricquebourg – Il gusto delle cose (La Passion de Dodin Bouffant)[7][8]
- 2024: Lol Crawley – The Brutalist